# Universal Orlando Resort
Universal Orlando Resort est un complexe de loisirs américain du groupe Universal situé à Orlando en Floride.
Il s'agit d'un resort regroupant :
- Trois parcs à thèmes :
  - Universal Studios Florida ;
  - Universal's Islands of Adventure ;
  - Universal's Epic Universe ;
- Un parc aquatique : Universal's Volcano Bay ;
- Les zones environnantes d'Universal CityWalk ;
- 11 hôtels.

## Historique
Au début des années 1980, grâce au succès du parc Universal Studios Hollywood en Californie, la société Universal décida d'ouvrir un parc à proximité du Walt Disney World Resort de Disney qui attirait une importante foule (et manne) touristique.
La décision fut prise d'acheter un terrain de 160 ha entre la ville d'Orlando et le complexe de Disney. Un parc à thème avec des lieux de tournage pour les studios d'Universal Pictures : ce fut les Universal Studios Florida qui ouvrirent en Juin 1990.
Il s'appela à la fin des années 1990 Universal Escape Orlando puis il reçut son nom actuel en 1999, avec l'ouverture d'un second parc, Universal's Islands of Adventure, de plusieurs hôtels et d'une zone commerciale et de divertissements : CityWalk.
En 2000, Blackstone Group acquiert 50 % des actions du resort pour 275 millions de dollars. En mai 2004, Vivendi Universal revend sa division Vivendi Universal Entertainment, comprenant Universal Parks & Resorts, à General Electric qui l'associera à sa filiale NBC, pour devenir NBC Universal. Le complexe passe donc aux mains d'un partenariat entre NBC Universal et le Blackstone Group, chacun possédant 50 % des actions du complexe. 
Le 7 juin 2011, le Blackstone Group vend sa participation à NBC Universal qui débourse 1 milliard 25 millions de dollars pour devenir l'unique actionnaire. Le 6 février 2016, Comcast confirme dans son rapport trimestriel avoir acheté un terrain de 474 acres (191,820994308 ha) au sud du complexe pour 130 millions d'USD.

## Organisation
Le centre de gravité du complexe est la zone commerciale et de divertissement de Universal CityWalk, bordée par un lagon. Le lagon sépare la zone commerciale des deux parcs à thèmes situés plus à l'ouest. Un pont au nord-ouest traverse le lagon et dessert les Universal Studios Florida, tandis qu'un autre fait de même au sud-ouest pour Universal's Islands of Adventure.
De l'autre côté du lagon, il est possible de rejoindre les deux parcs sans repasser par le CityWalk. Ce passage permet de longer les icônes respectives des parcs et d'accéder au Hard Rock Cafe.
À l'est du CityWalk se trouvent deux structures de parkings en béton sur plusieurs niveaux pouvant accueillir 21 000 véhicules. Ils sont reliés ensemble par deux ponts qui s'assemblent au-dessus d'un parking de bus pour rejoindre le nord du centre commercial à côté des cinémas. 
Au nord et au sud de cette zone des hôtels ont été construits. Ils forment un axe nord-est / sud-ouest coupant le domaine en deux (parking à l'est avec l'autoroute, et parcs à l'ouest).

## Hôtels
Les hôtels actuels sont construits le long d'une rivière-lagon sectionnant le domaine en deux. Des navettes fluviales desservent quatre d'entre eux ainsi que le CityWalk.
- L'Universal's Cabana Bay Beach Resort.
- L'Aventura Hotel ouvert en août 2018.
- Le Portofino Bay Hotel est l'hôtel le plus au nord-est du domaine. Il a ouvert en 1999 juste avant le second parc et est géré par Loews Corporation. Il s'inspire de la ville italienne de Portofino et possède une marina et un centre de congrès.
- Le Hard Rock Hotel est situé entre le parking nord et le parc des studios, juste au nord du CityWalk. Il évoque le thème musical du hard rock et a ouvert en 2002. Il jouxte l'ancien Hard Rock Cafe, situé juste à l'ouest derrière la zone des studios destinée aux enfants.
- Le Royal Pacific Resort est situé entre l'autoroute et le parc Islands of Adventure, juste au sud de CityWalk. Il évoque les îles tropicales et possède lui aussi une marina et un centre de congrès. Il a ouvert en 2003 mais pas à l'emplacement prévu à l'origine dans l'angle sud-ouest du domaine. Il est aussi géré par Loews Corporation.
- Le Sapphire Falls Resort, géré par Loews Corporation.
- Les Universal's Endless Summer Resort (en) qui comporte un duo d'hôtels, Surfside Inn and Suites et Dockside Inn and Suites.

L'espace actuel du domaine permettrait de construire trois hôtels équivalents à ceux existants et aussi reliés par voie fluviale.